# NGC 597
NGC 597 é uma galáxia espiral barrada (SBbc) localizada na direcção da constelação de Sculptor. Possui uma declinação de -33° 29' 49" e uma ascensão recta de 1 horas, 32 minutos e 14,9 segundos.
A galáxia NGC 597 foi descoberta em 25 de Setembro de 1834 por John Herschel.